# Nammu
Nammu, též Namma, je sumerská bohyně nejasného významu spojená s městem Eridu. Podle některých pramenů byla matkou Ana-Nebes a Ki-Země, a dalších bohů, především Enkiho. Je možné že se jednalo o mateřskou bohyni. Na jednom se sumerských nápisů je označována za družku Ana, ale toto pojetí může být záležitostí pozdějšího vývoje.
Její jméno se zapisovalo stejnými znaky jako slovo engur, které je synonymní k Abzu, jménu prvotních sladkých vod či oceánu. Je tedy možné že Nammu byla původně právě bohyní prvotních sladkých vod. V babylónské mytologii však roli Nammu převzala Tiamat, zosobňující prvotní slané vody. David Adams Leeming se domnívá že Nammu byla prvotním mořem a prvním stvořením v sumerském kosmogonickým mýtu, a uvádí že podle některých mýtů byla stvořitelkou lidstva.